# Plagodis niveivertex
Plagodis niveivertex là một loài bướm đêm trong họ Geometridae.